# Michel Piccoli
Michel Piccoli (París, 27 de diciembre de 1925-Saint-Philbert-sur-Risle, 12 de mayo de 2020) fue un actor y productor francés.

## Biografía
Jacques Daniel Michel Piccoli nació en el seno de una familia de músicos, la madre pianista Marcelle Expert-Bezançon y un padre violinista Henri Piccoli. Debutó en el cine en 1945 como figurante y sus primeros papeles relevantes le fueron proporcionados en 1949 por el realizador Louis Daquin.
En los años 50 trabajó con Jean Renoir, René Clair, Luis Buñuel, con el que colaboraría en repetidas ocasiones en las décadas siguientes, mientras continuó rodando con directores de la talla de Alain Resnais, Jacques Demy, Jean Luc Godard, Agnès Varda, Alfred Hitchcock, Marco Ferreri, Luis García Berlanga y Nanni Moretti, entre otros.
En 1963 protagonizó junto a Brigitte Bardot, Le Mépris de Jean-Luc Godard, que lo convirtió en un actor conocido por el gran público.
De su extensa filmografía, las películas más recordadas por los críticos y el público son: Belle de jour, La gran comilona, Diario de una camarera, El discreto encanto de la burguesía, Ese oscuro objeto del deseo o Habemus papam.
Se casó en segundas nupcias y por más de once años con la actriz Juliette Gréco. Desde 1980 estuvo casado con Ludivine Clerc.
Políticamente, se sitúa dentro de la izquierda activa, opuesto al Frente Nacional.
En 2015 publicó sus memorias J'ai vécu mes rêves (He vivido mis sueños) confidencias recopiladas por su amigo Gilles Jacob.

## Muerte
Falleció a los noventa y cuatro años el 12 de mayo de 2020 a causa de un accidente cerebrovascular.

## Premios y reconocimientos
Festival Internacional de Cine de Berlín
| Año  | Categoría                                        | Película            | Resultado |
| ---- | ------------------------------------------------ | ------------------- | --------- |
| 1982 | Oso de Plata a la mejor interpretación masculina | Une étrange affaire | Ganador   |

Festival Internacional de Cine de Venecia
| Año  | Categoría             | Película    | Resultado |
| ---- | --------------------- | ----------- | --------- |
| 1997 | Premio Bastone Bianco | Alors voilà | Ganador   |

Obtuvo el premio a la mejor interpretación masculina del festival de Cannes por su papel en Salto en el vacío, de Bellocchio, en 1980.
Se reconoció su trabajo en los festivales internacionales de Venecia, Shanghái, Locarno, etc.
Fue nominado en cuatro ocasiones a los premios César franceses, entre ellas por su papel en Milou en mayo, de Louis Malle, o La bella mentirosa, de Jacques Rivette, jamás logró este galardón.
Premiado con el V Premio Corral de Comedias 2005 del Festival de Teatro Clásico de Almagro

## Filmografía seleccionada
Michel Piccoli apareció en más de 200 películas y telefilms entre 1945 y 2015:
- French Cancan de Jean Renoir, 1954.
- Les Grandes Manœuvres de René Clair, 1955.
- La muerte en el jardín de Luis Buñuel, 1956.
- Le Mépris de Jean-Luc Godard, 1963.
- La chance et l'amour
- Le journal d´une femme de chambre de Luis Buñuel, 1964.
- Dom Juan ou le festin de pierre de Marcel Bluwal (TV).
- Les Créatures de Agnès Varda, 1966.
- Las señoritas de Rochefort de Jacques Demy, 1967.
- Belle de jour de Luis Buñuel, 1967.
- Topaz de Alfred Hitchcock.
- Les choses de la vie de Claude Sautet.
- Max et les ferrailleurs de Claude Sautet.
- La Grande Bouffe de Marco Ferreri.
- Le charme discret de la bourgeoisie de Luis Buñuel.
- Themroc de Claude Faraldo
- Le Fantôme de la liberté de Luis Buñuel
- Tamaño natural (Grandeur nature), de Luis García Berlanga.
- Mado de Claude Sautet.
- La Diagonale du fou de Richard Dembo.
- Le Paltoquet de Michel Deville.
- La Belle Noiseuse de Jacques Rivette.
- París-Tombuctú de Luis García Berlanga.
- Habemus Papam de Nanni Moretti.
- La duquesa de Langeais  de Jacques Rivette.

## Teatro
- 1945 : L'Invasion de Léonid Léonov, Théâtre des Carrefours
- 1946 : Les Pères ennemis de Charles Vildrac; dirigido por Georges Vitaly, Théâtre Édouard VII
- 1948 : Le Matériel humain
- 1949 : La Perle du colorado de Michel de Ré; dirigido por de l'auteur, Théâtre du Vieux-Colombier
- 1949 : Les Gaietés de l'escadron de Georges Courteline; dirigido por Jean-Pierre Grenier, Théâtre de la Renaissance

- 1950 : L'Affaire Fualdès de Denis Marion; dirigido por Georges Douking, Théâtre du Vieux Colombier
- 1952 : La Jarre de Luigi Pirandello; dirigido por Jacques Mauclair, Théâtre de Babylone
- 1952 : Spartacus de Max Aldebert; dirigido por Jean-Marie Serreau, Théâtre de Babylone
- 1952 : Méfie-toi, Giacomino de Luigi Pirandello; dirigido por Jean-Marie Serreau, Théâtre de Babylone
- 1952 : La Maison brûlée d'August Strindberg; dirigido por Frank Sundström, Théâtre de Babylone
- 1952 : Velca de Tullio Pinelli; dirigido por José Quaglio, Théâtre de Babylone
- 1953 : Les Aveux les plus doux de Georges Arnaud; dirigido por Michel de Ré, Théâtre du Quartier Latin
- 1953 : Les Naturels du bordelais de Jacques Audiberti; dirigido por Georges Vitaly, Théâtre La Bruyère
- 1953 : L'Énigme de la chauve-souris de Mary Roberts Rinehart; dirigido por Georges Vitaly, Théâtre du Grand-Guignol
- 1954 : Penthésilée d'Heinrich von Kleist; dirigido por Claude Régy, Théâtre Hébertot
- 1954 : La Soirée des proverbes de Georges Schehadé; dirigido por Jean-Louis Barrault, Théâtre Marigny
- 1955 : Clotilde du Nord de Louis Calaferte; dirigido por Michel de Ré, Comédie de Paris
- 1955 : Gaspar Diaz de Dominique Vincent; dirigido por Claude Régy, Théâtre Hébertot
- 1955 : Protée de Paul Claudel; dirigido por Raymond Gérôme, Comédie de Paris
- 1955 : Entre chien et loup de Gabriel Arout d'après Légitime défense de Primo Levi, Théâtre en Rond
- 1956 : La Reine et les insurgés d'Ugo Betti; dirigido por Michel Vitold, Théâtre de la Renaissance
- 1957 : Regrets éternels de Constance Coline; dirigido por Raymond Gérôme, Théâtre de l'Œuvre
- 1957 : Fedra de Racine; dirigido por Jean Vilar, TNP Festival de Strasbourg
- 1958 : La Tour d'ivoire de Robert Ardrey; dirigido por Jean Mercure, Théâtre des Bouffes-Parisiens
- 1958 : Romancero de Jacques Deval; dirigido por Jacques Deval, Comédie des Champs-Élysées
- 1959 : Connaissez-vous la voie lactée ? d'après Karl Wittlinger; dirigido por Michel de Ré, Théâtre des Mathurins
- 1962 : Les Cailloux de Félicien Marceau; dirigido por André Barsacq, Théâtre de l'Atelier
- 1962 : La nuit a sa clarté de Christopher Fry; dirigido por Jean-Louis Barrault, Odéon-Théâtre de France
- 1963 : Le Vicaire de Rolf Hochhuth; dirigido por François Darbon, Théâtre de l'Athénée
- 1969 : Le Misanthrope de Molière; dirigido por Marcel Bluwal, Théâtre de la Ville

- 1971 : Allo ! c'est toi Pierrot ? de Pierre Louki; dirigido por Roland Monod, Théâtre Hébertot

- 1981 : La Cerisaie d'Anton Tchekhov; dirigido por Peter Brook, Théâtre des Bouffes du Nord
- 1983 : Combat de nègre et de chiens de Bernard-Marie Koltès; dirigido por Patrice Chéreau, Théâtre Nanterre-Amandiers, TNP Villeurbanne
- 1984 : Terre étrangère d'Arthur Schnitzler; dirigido por Luc Bondy, Théâtre Nanterre-Amandiers (prix du Meilleur acteur du Syndicat de la critique dramatique)
- 1985 : Fedra de Racine
- 1985 : La Fausse Suivante de Marivaux; dirigido por Patrice Chéreau, avec Jane Birkin, Théâtre Nanterre-Amandiers, TNP Villeurbanne
- 1988 : Le Conte d'hiver de William Shakespeare; dirigido por Luc Bondy, Théâtre Nanterre-Amandiers, Cour d'honneur du Palais des papes Festival de Aviñón, TNP Villeurbanne
- 1988 : Le Retour au désert de Bernard-Marie Koltès; dirigido por Patrice Chéreau, Festival d'automne à Paris Théâtre Renaud-Barrault
- 1993 : John Gabriel Borkman de Henrik Ibsen; dirigido por Luc Bondy, Théâtre Vidy-Lausanne, Odéon-Théâtre de l'Europe
- 1995 : Pour Pierre Boulez de Pierre Boulez, compositeur Arnold Schoenberg, Festival de Aviñón, lecteur
- 1996 : Poèmes et proses de René Char, lecture au Festival de Aviñón avec Dominique Blanc
- 1997 : La Maladie de la mort de Marguerite Duras; dirigido por Bob Wilson, MC93 Bobigny
- 1998 : À propos des Géants de la montagne de Luigi Pirandello; dirigido por Klaus Michael Grüber

- 2001 : La Jalousie de Sacha Guitry; dirigido por Bernard Murat, Théâtre Edouard VII
- 2003 : Ta main dans la mienne de Carol Rocamora; dirigido por Peter Brook, Théâtre des Bouffes du Nord
- 2004 : Ta main dans la mienne de Carol Rocamora; dirigido por Peter Brook, Comédie des Champs-Élysées
- 2006, 2007 : Le Roi Lear de William Shakespeare; dirigido por André Engel, Odéon-Théâtre de l'Europe Ateliers Berthier
- 2008 : Minetti de Thomas Bernhard; dirigido por André Engel, Théâtre Vidy-Lausanne